# Acanthodelta oblita
Acanthodelta oblita är en fjärilsart som beskrevs av Walker 1858. Acanthodelta oblita ingår i släktet Acanthodelta och familjen nattflyn. Inga underarter finns listade i Catalogue of Life.